# 1975 في رومانيا
فيما يلي قوائم الأحداث التي وقعت خلال عام 1975 في رومانيا.

## سياسة

### تعيين في المنصب
- 1 يناير – كورنيليو مانيسكو Member of the Great National Assembly of Romania ‏.

### انتهاء فترة المنصب
- 1 يناير – كورنيليو مانيسكو Member of the Great National Assembly of Romania ‏.

## رياضة
- 29 يونيو – دوري الدرجة الأولى الروماني 1974–75 الفائز دينامو بوخارست.

## مواليد

### يناير
- 1 يناير – ألكسندرا كرواتورو مصورة رومانية.[1]
- 5 يناير – سابين بورني ملاكم روماني.

### فبراير
- 14 فبراير – أوفيديو بالي ملاكم روماني.

### مارس
- 2 مارس – رادو نيكوليسكو لاعب كرة قدم روماني.[2]
- 12 مارس – نيكولاي جريجوري لاعب كرة قدم روماني.[3]

### أبريل
- 11 أبريل – سيمونا جوجيرلا لاعبة كرة يد رومانية.
- 14 أبريل – غابرييل تريفو لاعب كرة مضرب روماني.
- 20 أبريل – ستلوتسا لوكا لاعبة كرة يد رومانية.

### يونيو
- 2 يونيو – كاتالينا كريستيا لاعبة كرة مضرب رومانية.

### يوليو
- 12 يوليو – ليليانا غافينكو مُجدّفة رومانية.[4]

### سبتمبر
- 14 سبتمبر – ماريان سيميون ملاكم روماني.
- 19 سبتمبر – لورينت ريجيكامف لاعب كرة قدم روماني.[5]

### أكتوبر
- 8 أكتوبر – فيرجيل بوبا
- 29 أكتوبر – فيوريكا سوسانو مُجدّفة رومانية.[6]

### نوفمبر
- 13 نوفمبر – آنا رومان لاعبة بياثلون رومانية.
- 14 نوفمبر – غابرييلا سابو[7]

### ديسمبر
- 15 ديسمبر – كوزمين كونترا لاعب كرة قدم.[8]

## وفيات

### أبريل
- 22 أبريل – لاجوس شتاينر (مواليد 1903) لاعب شطرنج أسترالي.